# Tegeticula extranea
Tegeticula extranea är en fjärilsart som beskrevs av Edwards 1888. Tegeticula extranea ingår i släktet Tegeticula och familjen knoppmalar. Inga underarter finns listade i Catalogue of Life.